# Club de Fútbol Oaxtepec
El Club de Fútbol Oaxtepec actualmente desde su refundación Club Deportivo Oaxtepec es un equipo de fútbol profesional mexicano que milita en la Tercera División de México, la Liga TDP, pero que llegó a jugar en la Primera División de México durante la década del año de 1980. Tiene como sede la ciudad de Oaxtepec, Morelos. Su mote: Halcones, Verdes.

## Historia
El equipo nace en 1979 con el nombre de  Club de Fútbol Oaxtepec-IMSS, ya que en esos días el Instituto Mexicano del Seguro Social era su propietario.
El Club Oaxtepec inició en la Tercera División de México, debuta en el torneo 1979-80 y llega a la final ante las Águilas de la UPAEP derrotándolas y coronándose campeón, y con ello obteniendo el ascenso a la Segunda División de México.

### Campeón y ascenso a la Primera División
Jugó 2 años en la Segunda División de México, en la temporada 1980-81 no pasa mucho con el equipo. Para su segunda temporada la 1981-82, el equipo logró el campeonato y el ascenso a la Primera División de México al vencer en la final a los Coras de Tepic. En esa final se destacó un gol de media tijera del mediocampista Jorge Garrido Reyes-Retana que dio inicio al pase a la división de ascenso. En ese entonces, Edelmiro Arnauda era el técnico del equipo.

### Debut en Primera División
El primer juego en la Primera División de México fue en la temporada 1982-83, el 3 de septiembre de 1982 en el Estadio Azteca ante el América, con marcador adverso de 2-0. En este año Ricardo La Volpe era el portero del equipo y al finalizar la temporada se retira. El Club Oaxtepec termina en 4.º lugar del grupo 3 con 32 puntos en 38 partidos. En ese entonces, su entrenador era Edelmiro "El Picao" Arnauda.
En la temporada 1983-84, Ricardo La Volpe continuo en el equipo pero como entrenador. Finalizó con 33 puntos en 38 partidos, terminando 4.º del Grupo 4.

### Venta de la franquicia
Para el final de la temporada 1983-1984, la franquicia fue vendida y se mudó a la ciudad de Puebla, Puebla para convertirse en los Ángeles de Puebla en su primera etapa. En la temporada 1987-1988 este equipo fue vendido y se mudó a Torreón, Coahuila para convertirse en el Santos Laguna, el cual compite en la Primera División de México.

### Renacimiento de la franquicia
En 2022, una nueva directiva adquirió la franquicia del club Pejelagartos de Tabasco que participaba en la Tercera División de México para mudarla a Morelos, esto con el objetivo de regresar al equipo al fútbol mexicano, por lo que se retomó la historia del equipo aunque cambiando la denominación a Club Deportivo Oaxtepec.

## Números totales en primera división
| JJ | G  | E  | P  | GF  | GC  | Pts | DIF |
| 76 | 24 | 17 | 35 | 100 | 125 | 65  | -25 |

- JJ - Juegos Jugados
- G - Ganados
- E - Empatados
- P - Perdidos
- GF - Goles a Favor
- GC - Goles en Contra
- Pts - Puntos
- DIF - Diferencia de Goles

## Jugadores Oaxtepec

### Jugadores destacados
- Ricardo La Volpe
- Víctor Manuel Vucetich
- Bernardo Daniel Contreras
- Juan Manuel Asensi
- Sergio Lira
- Eduardo Fernández de la Garza
- Jorge Garrido
- Rafael Loredo
- Luis Fernando Tena
- Eduardo Rergis
- Mario Carrillo Zamudio
- Ernesto de la Rosa
- Rafael Chávez
- Alberto Jorge
- Ricardo Brandon[2]

## Entrenadores
- Ricardo La Volpe
- Edelmiro Arnauda

## Palmarés

### Torneos nacionales
- Segunda División de México (1): 1981-1982
- Tercera División de México (1): 1979-1980